# Алейник, Владимир Петрович
Влади́мир Петро́вич Але́йник (12 сентября 1959, Минск) — советский прыгун в воду, серебряный и бронзовый призёр Олимпийских игр. Заслуженный мастер спорта СССР (1978), восьмикратный чемпион СССР.

## Карьера
В старших классах около года занимался футболом в школе минского «Динамо» у Эдуарда Малофеева. Затем перешёл на прыжки в воду, его первым тренером стала Раиса Александровна Баранова.
На Олимпийских играх 1976 года 16-летний Владимир выиграл бронзовую медаль на 10-метровой вышке, уступив итальянцу Клаусу Дибиаси и американцу Грегу Луганису. Через год Алейник занял первое место на чемпионате Европы. В 1978 он стал бронзовым призёром чемпионата мира, а ещё через год выиграл Универсиаду.
На Олимпиаде в Москве Владимир стал серебряным призёром также на 10-метровой вышке, уступив восточногерманцу Фальку Хоффману. Незадолго до начала Игр, Алейник, прыгая на батуте, вылетел за его пределы и порвал связки. По правилам замену спортсменов проводить запрещалось, и Владимиру пришлось выступать с травмой.
После ухода из прыжков в 1986 году Алейник занялся фристайлом. В 1987 он выиграл первый чемпионат и Кубок СССР по лыжной акробатике и участвовал в этапах Кубка мира.
В 1989 возглавил сборную Австрии по фристайлу и работал с ней до 2002 года.

## Личная жизнь
Окончил Белорусский институт физической культуры.